# Biała armia
Biała armia – piąty album studyjny zespołu Bajm wydany w 1990 roku nakładem Polskich Nagrań.
23 marca 1998 roku wydano reedycję albumu na płycie kompaktowej.

## Lista utworów
Strona 1
1. „U stóp szklanych gór” (muz. B.Kozidrak, P.Sot – sł. B.Kozidrak) – 4:43
2. „Miłość i ja” (muz. P.Sot – sł. B.Kozidrak) – 5:11
3. „Bądź częścią mnie” (muz. P.Sot, A.Abramek – sł. B.Kozidrak) – 3:50
4. „Żywe cienie” (muz. P.Sot – sł. B.Kozidrak) – 4:24

Strona 2
1. „Biała armia” (muz. P.Sot, A.Abramek – sł. B.Kozidrak) – 4:35
2. „Żegnaj smutku” (muz. P.Sot – sł. B.Kozidrak) – 3:42
3. „Bawisz się mną” (muz. P.Sot, A.Abramek – sł. B.Kozidrak) – 3:09
4. „Zabieraj się stąd” (muz. B.Kozidrak, P.Sot – sł. B.Kozidrak) – 4:45
5. „Born to Slide” (muz. B.Kozidrak, P.Sot – sł. B.Kozidrak) – 4:41

## Teledyski
- Biała armia
- Miłość i ja
- U stóp szklanych gór

## Twórcy
- Marek Raduli – gitara
- Beata Kozidrak – wokal
- Alan Baster – perkusja
- Adam Abramek – gitara basowa
- Paweł Sot – wokal, instrumenty klawiszowe

gościnnie
- Tomasz Dąbrowski – gitara
- Janusz Smyk – saksofon
- Piotr Wolski – perkusja
- Marek Bychawski – trąbka

## Personel
- Rafał Paczkowski – realizacja
- Andrzej Pietras – producent